# ポケモン化石博物館
ポケモン化石博物館（ポケモンかせきはくぶつかん 英：Pokémon　Fossil Museum）は、2021年7月から日本全国の博物館で順次開催されている、株式会社ポケモンと国立科学博物館が展開するポケットモンスターシリーズと化石・古生物を題材とした企画。

## 概要
ポケットモンスターシリーズに登場する生物「ポケモン」の分類の一種で化石から復元されるという「カセキポケモン」と古代に実際に存在した古生物の骨格図を見比べることで古生物学について学ぶという趣向になっており、「カセキ博士」と「発掘ピカチュウ」の案内で館内を巡る。展示内容は開催施設により異なる。なお、カセキポケモンの骨格図は今回の企画のために描き下ろされたもので、想像図という設定になっている。
この企画は北海道の三笠市立博物館の主任研究員 相場大佑によって立案された。相場は子供の頃からポケットモンスターと古生物が大好きであったことから、子供たちにポケットモンスターを通じて古生物の魅力を伝えたいと思い企画した。企画の反響は大きく、あちこちの博物館でもこの企画を行いたいとの声が寄せられた。相場は真面目な企画と受け取られるか内心びくびくしていたという。このような企画は史上初であり、人も予算も無い地方博物館の挑戦であると評された。
コロコロコミックでは、2022年3月15日から国立科学博物館での開催を取材している。
豊橋市自然史博物館での開催では、2023年11月18日に来場者数が13万人に達し、国立科学博物館でのポケモン化石博物館の来場者数8万人を大きく上回った。豊橋市自然史博物館でのこれまでの企画展の来場者数記録(1993年「今よみがえる恐竜の世界」5万3000人)も更新した。
岩手県立博物館での開催では、2024年2月18日に来館者数が3万人に達し、年間来場者数は過去20年間で最多となった。
群馬県立自然史博物館での開催では、小林快次による講演も行われた。

## 開催履歴
2021年
7月4日 - 9月20日  三笠市立博物館（北海道）
10月9日 - 2022年1月27日 島根県立三瓶自然館サヒメル（島根県）
2022年
3月15日 - 6月19日 国立科学博物館（東京都）
7月16日 - 11月6日 豊橋市自然史博物館（愛知県）
12月10日 - 2023年1月24日 大分県立美術館（大分県）
2023年
3月4日 - 6月25日 新潟県立自然科学館（新潟県）
7月15日 - 12月3日 群馬県立自然史博物館（群馬県）
12月19日 - 2024年3月3日 岩手県立博物館（岩手県）
2024年
3月20日 - 6月23日 御船町恐竜博物館（熊本県）
7月19日 - 10月27日 岐阜県博物館（岐阜県）
11月9日 - 2025年2月24日 防府市青少年科学館ソラール（山口県）
2025年
3月8日 - 5月25日予定 福井県立恐竜博物館（福井県）
6月7日 - 9月21日予定 ベネックス恐竜博物館（長崎県）
10月4日 - 12月28日予定 徳島県立博物館（徳島県）